# Filientomon
Filientomon es un género de Protura en la familia Acerentomidae.

## Especies
- Filientomon barberi (Ewing, 1921)
- Filientomon bipartitei Lee & Rim, 1988
- Filientomon duodecimsetosum Nakamura, 2004
- Filientomon gentaroanum Nakamura, 2001
- Filientomon imadatei Lee & Rim, 1988
- Filientomon lubricum Imadaté, 1956
- Filientomon sibiricum Szeptycki, 1988
- Filientomon takanawanus (Imadaté, 1956)